# Fondation Francke

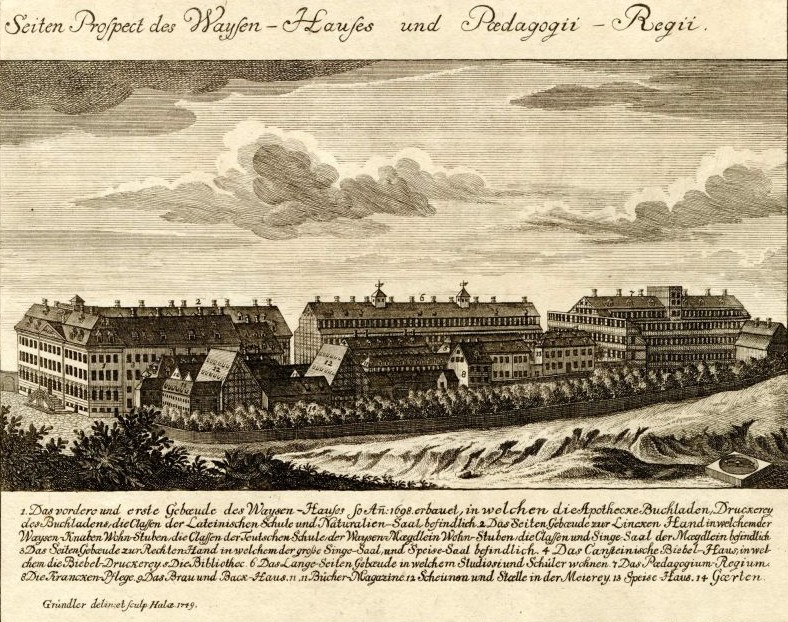
Panorama d'ensemble de la Fondation Francke (gravure de 1749).

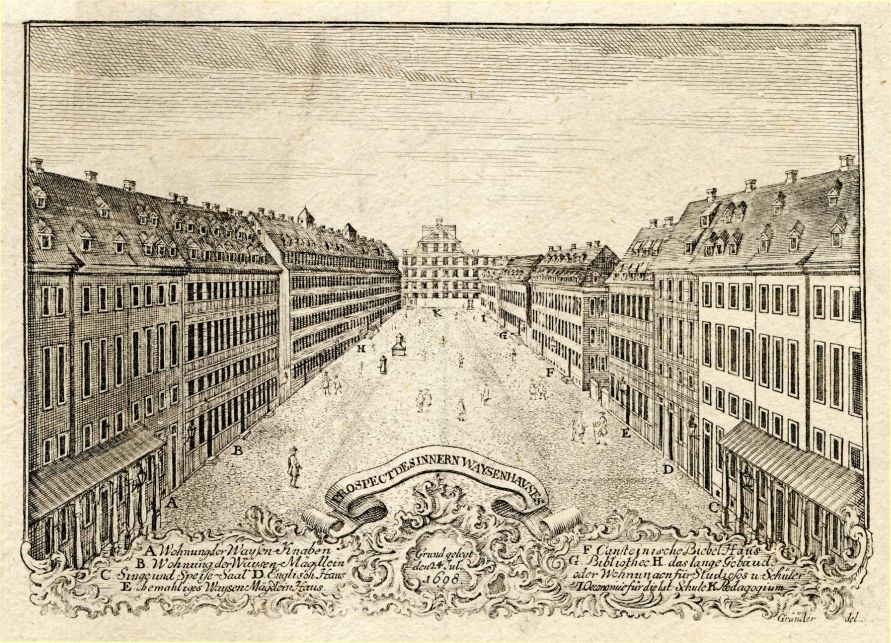
Cour intérieure de la Fondation Francke (gravure, vers 1750)

La Fondation Francke de Halle (naguère appelée Institut de Glaucha, du nom d'un quartier de Halle) subventionne un grand nombre d'institutions culturelles, scientifiques, pédagogiques et sociales allemandes. Créée en 1698 par le pédagogue et théologien piétiste August Hermann Francke, elle jouit depuis des décennies d’une renommée internationale. Ses locaux historiques offrent un exemple unique d'architecture scolaire et figurent sur la liste proposée par l'Allemagne pour le classement au Patrimoine mondial de l'UNESCO. Aujourd'hui plus de 50 institutions se sont implantées sur les terrains de cette fondation, dont quatre écoles, quelques instituts de l’Université Martin-Luther, le Fonds Fédéral de l'Action Culturelle (Kulturstiftung des Bundes) et l'Institut Allemand de la Jeunesse (Deutsches Jugendinstitut).

## Histoire

### De l'école de charité à l'orphelinat

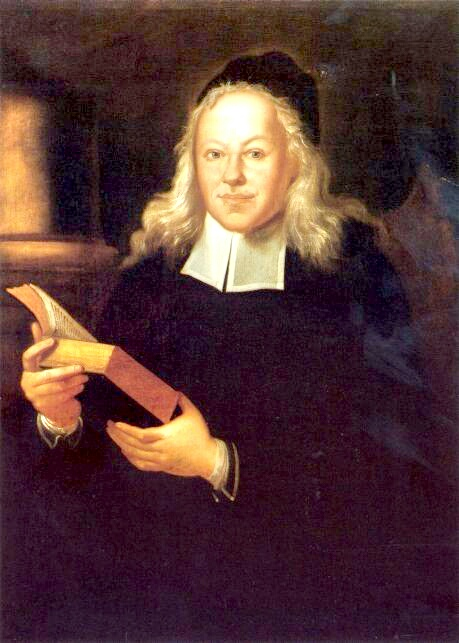
August Hermann Francke (1663–1727)

C'est le 22 décembre 1691 qu'August Hermann Francke est nommé pasteur de l'église Saint-Georges de Halle, dans le faubourg sud de Glaucha (incorporé à la ville de Halle en 1817). Simultanément, il est nommé professeur de grec ancien et de langues orientales à l'université de Halle. Devant « l’ignorance crasse des questions religieuses et la dépravation avancée des mœurs de sa paroisse », il se met à enseigner le catéchisme tous les dimanches après la messe, aussi bien aux enfants qu'aux adultes. Pour soulager la misère des enfants, il prélève sur le denier du culte.
Une somme plus importante qu'à l'ordinaire : quatre thalers et 16 groschen, recueillie dans le tronc de l’église à l'issue des fêtes de Pâques en 1695, l'incite à entreprendre une œuvre de plus grande ampleur.

« Voilà une somme respectable! Il faut en faire quelque chose de juste. Avec, je veux inaugurer une école pour les pauvres... »

— August-Hermann Francke, (1695).
D'emblée August Hermann Francke ouvrit une « école de charité », d'abord installée dans une salle de la sacristie. Les enfants reçurent d'abord leurs leçons d'un étudiant en théologie de l’université de Halle. La bonne réputation de cette petite école fit que le nombre d’écoliers grimpa rapidement, et quelques semaines plus tard, des bourgeois de Glaucha y envoyaient leurs enfants moyennant une modeste contribution. À l’été 1695, les cours étaient déjà suivis par 50 écoliers. Et comme un nombre croissant de familles aisées voulaient y envoyer leurs enfants, il finit par ouvrir à la Pentecôte de 1695 un Pædagogium destiné à l’instruction et à l’éducation d’enfants de la noblesse et la haute bourgeoisie. Puis en 1697 ce fut une école de latin pour les enfants de la bourgeoisie se destinant à une carrière académique. L’enseignement était toujours assuré par des étudiants, qui bénéficiaient en contrepartie d’une chambre, de bois de chauffe et d’une bourse de 16 groschen. Devant la multiplication du nombre d’enfants déshérités ou orphelins abandonnés à la misère, Francke décida de les scolariser moyennant une contribution des familles, et c'est ainsi que l’idée d'un orphelinat prit forme. L'électeur lui accorda divers privilèges, comme l'exemption des droits d’accise, d’octroi et de passage, et grâce à de nouvelles donations, il put en 1698 poser la première pierre de la nouvelle institution. Au mois d’avril 1701, Francke inaugurait le bâtiment, qui était en même temps le siège de sa fondation.

### La fondation Francke duXVIIeauXIXesiècle
Grâce à de nouvelles largesses de l'Electeur, il devint possible d'aménager successivement une librairie, une imprimerie et son atelier de reliure, une pharmacie et un cabinet de sciences naturelles. Les bénéfices de ces ateliers permirent de subventionner l'orphelinat et de développer l'organisation. En 1708, les recteurs mirent sur pied un journal paraissant trois fois par semaine, le Hallische Zeitung. L'année suivante, un nouveau pavillon à colombages accueillait sur trois étages une école pour les jeunes filles, puis en 1710 deux nouveaux bâtiments en prolongement de l'orphelinat : le « collège des Anglais » (Englische Haus), pour l'accueil d'élèves britanniques, et le bâtiment des communs : avec au rez-de-chaussée un réfectoire, et à l'étage la salle de concert pouvant accueillir jusqu'à 2 000 personnes. Cette même année, Francke parvint, avec la collaboration du baron prussien Carl Hildebrand von Canstein, à mettre sur pied la société biblique Canstein, qui est la plus ancienne au monde aujourd'hui. Cette association fit imprimer jusqu'au XXe siècle des millions de bibles en langue allemande, avec une reliure soignée. Ainsi la Fondation devint la vitrine de Halle aux yeux du monde. Depuis le XVIIIe siècle, elle était grâce à son réseau de missionnaires actifs, le foyer du piétisme pour la province de Prusse-Orientale et les Pays baltes, et au-delà, pour la Russie, la Pologne, la Bohême, la Slovénie, la Scandinavie, l’Angleterre et les Provinces-Unies, les Indes et l’Amérique du Nord.
En 1810, l'institution s'accrut d'une école professionnelle appelée Realschule, suivie en 1835 d’une École supérieure de jeunes filles (Höhere Töchterschule), le futur Lycée.

### Bouleversements duXXesiècle

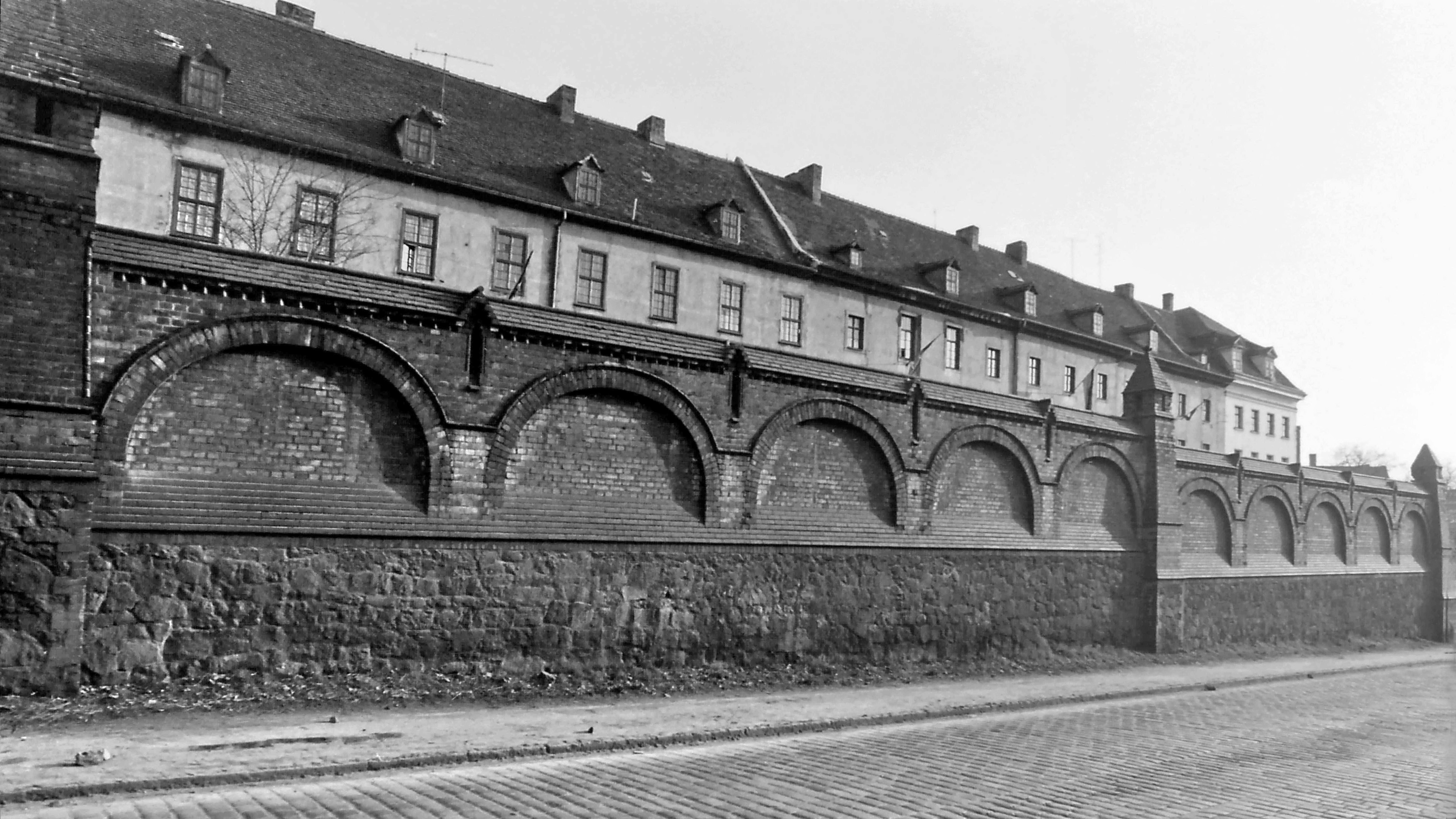
Le mur nord de l'orphelinat (XVIII) peu avant sa démolition (1972).

Le système scolaire à plusieurs filières, fruit de la constance et de l'amour du prochain des piétistes, de la collaboration avec des institutions scientifiques, et du maintien d'une activité économiquement profitable portèrent la réputation de l'orphelinat de Halle au-delà des frontières de l'Allemagne. L'éducation piétiste fit son œuvre à travers le monde entier à l’initiative de médecins, de pédagogues et de missionnaires. On en voit encore aujourd’hui les traces non seulement dans de nombreux pays d’Europe, mais aussi en Inde et aux USA. L'organisation des premières missions protestantes en Inde, la diffusion du Diaconat, la multiplication d'école professionnelles en Allemagne, les millions de bibles imprimées en allemand et la composition d'innombrables hymnes religieux en allemand trouvent leur origine dans les œuvres de la Fondation Francke. L'essor de l'éducation populaire et la réputation d'excellence de la fondation exigeaient la construction de locaux plus vastes : c'est ainsi qu'à l'automne 1906, on construisit un nouveau bâtiment, la Latina, pour l'enseignement des humanités. Les statistiques de 1911 dénombrent déjà 3056 écoliers à la Fondation Francke. En 1920, la nouvelle école professionnelle (Oberrealschule) bénéficiait à son tour d'un second bâtiment.
Sous le Troisième Reich, la Fondation conserva sa vocation de ville-école chrétienne. Cela a tenu à l'indulgence, à la négligence et au réseau d'accointances de l'établissement avec certains membres du régime. La Latina demeura ainsi l'un des derniers lycées classiques de la région. Au cours de la Deuxième Guerre mondiale, quelques bâtiments furent détruits lors d'une attaque aérienne de mars 1945, notamment une partie des appartements du pasteur August Hermann Francke et la Latina.
Avec la formation de la RDA, la Fondation Francke perdit son indépendance :  nationalisée, ses locaux tombèrent peu à peu en ruine. Seuls les locaux scolaires ou occupés par l'Université Martin-Luther furent maintenus en état. Par respect pour le passé de cette ville-école, les autorités de RDA lui conservèrent le nom August Hermann Francke, bien qu'un Institut Universitaire de Technologie ainsi qu'un centre de formation permanente (Erweiterte Oberschule) portassent déjà ce nom.
Dans les années 1970, on abattit le mur nord de l'orphelinat pour construire un boulevard. Cette chaussée mène encre aujourd'hui directement à l'intérieur de la fondation et sépare la pharmacie du reste des locaux historiques. Plusieurs immeubles ont été édifiés sur les plantations de l'institution. En 1978, on construisait une école-type (Typenschulbauten) Erfurt TS 75 à l'emplacement des jardins.

### La fondation Francke aujourd'hui

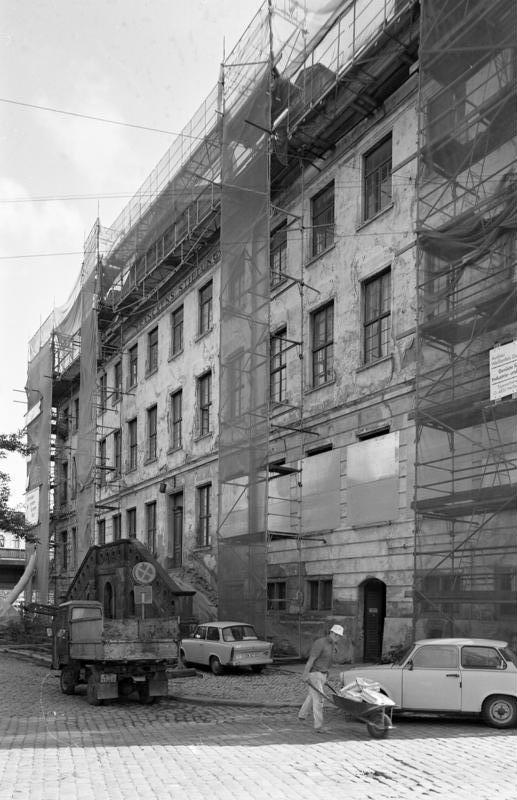
Reconstruction du hall d'accueil délabré de la Fondation Francke (1991)

Depuis 1991 les bâtiments historiques ont été en grande partie restaurés (en 2012, plus de la moitié des 50 pavillons) avec l'aide de financements fédéraux, régionaux, municipaux, voire privés, et rendent vie aux quelque 14 ha de terrain. La Fondation Francke figure en bonne place dans le livre blanc publié en 2001 (le Blaubuch), qui dresse la liste des institutions culturelles historiques de l'ancienne Allemagne de l'Est, et qui recense à ce jour (2013) 20 « phares culturels ». Pour le tricentenaire de la Fondation Francke, la Monnaie allemande a frappé en 1998 une pièce commémorative, et les Postes Fédérales ont édité un timbre représentant l'orphelinat.
La brasserie et les cuisines (pavillons n°37-39, où se trouve le siège de l'institution) ont été reconstruites en 2009, et réinaugurées en 2011. Derrière, le pavillon n°36/36a (maisons de bergers du début du XVIIIe siècle, bâtiments intacts de la métaierie) héberge le Séminaire National de l'Enseignement. La réhabilitation de l'entrée principale de la Fondation Francke, au n°3-5 de la Franckeplatz, n'a pu débuter qu'en 2006. ELle comporte des maisons d'hôtes des XVIe et XVIIe siècles, que Francke avait acquises et qu'il destina à l'enseignement et aux bonnes œuvres. Les appartements du fondateur Francke, les premiers à être remis en état, ont pu être ouverts au public en 2008, avec le centre d'information, la librairie de l'orphelinat, la « mansarde à la Bible » ainsi que l'exposition sur la vie et l'œuvre du fondateur de l'institution. Ce bâtiment construit en 1655 était une auberge avec pour enseigne Goldene Rose . Dans son état réhabilité, il a été inscrit au patrimoine national allemand au titre de 2010.

## Rayonnement actuel
La Fondation Francke demeure aujourd'hui une institution d'importance nationale par ses multiples liens avec l’étranger. Le bâtiment historique de l'orphelinat et son conservatoire artistique et scientifique (le plus ancien musée privé d'Allemagne), le bureau du pasteur Francke, le Krokoseum et le fonds ancien de la bibliothèque Francke et ses étagères coulissantes de style baroque sont ouverts aux visites publiques. Outre des expositions permanentes, l'ancien orphelinat accueille des manifestations spéciales sur des thèmes tous liés à l'histoire de la Fondation Francke. La salle de réception est le théâtre de conférences et de concerts.
Le complexe monumental, occupant des terrains enclos en plein centre de la ville de Halle, a traversé trois siècles pratiquement intact. La Lange Haus de la cour supérieure, le Lindenhof, est la plus grande construction à colombages d'Europe, avec une longueur de plus de 110 m et six étages.
Les édifices de la fondation ont été inscrits sur la liste de la délégation allemande pour le Patrimoine mondial de l’UNESCO, en tant qu'exemple unique en son genre d'architecture scolaire et philanthropique.

## Les différents services (sélection)

### Institutions scientifiques

#### L'orphelinat historique et les appartements de Francke

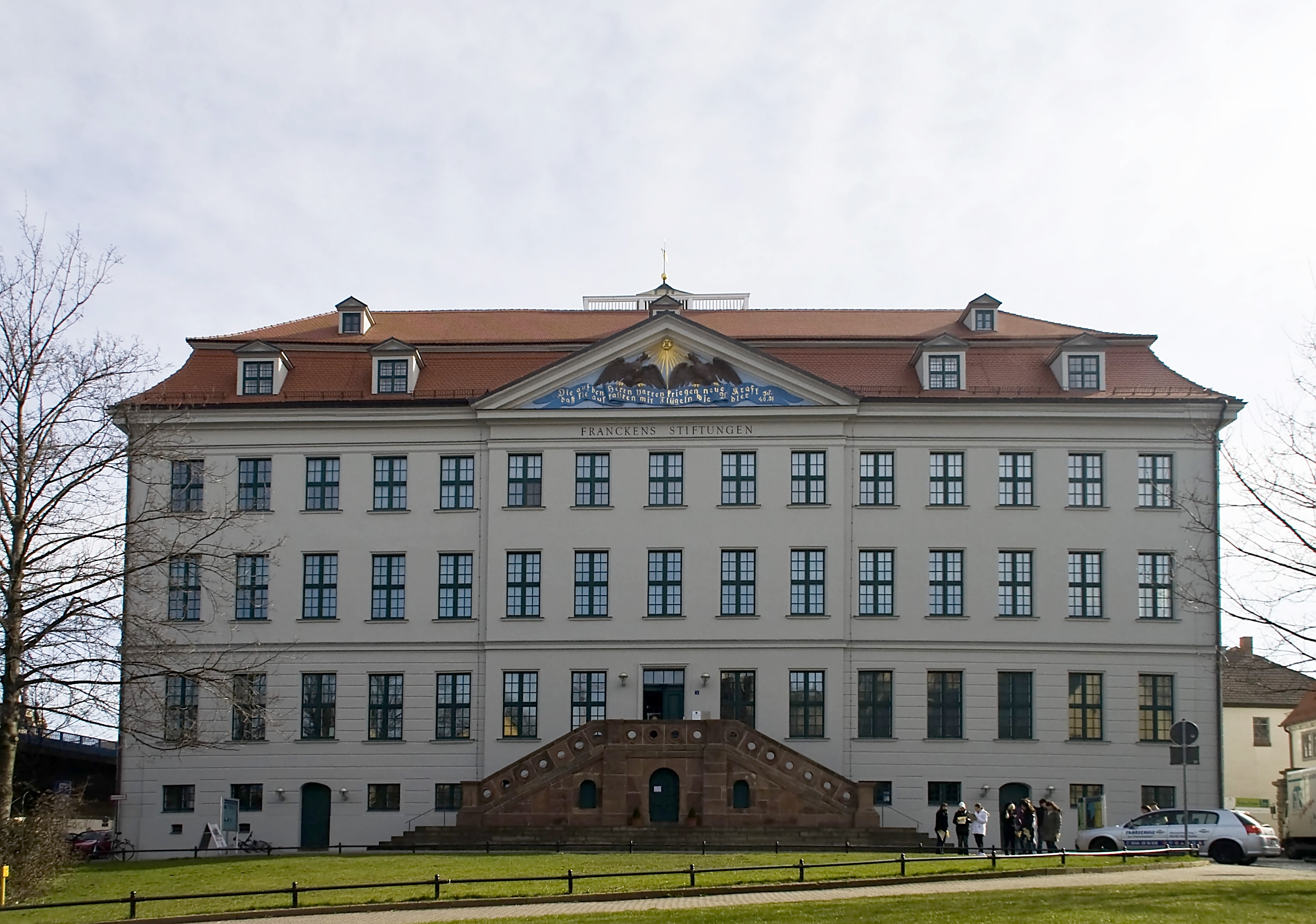
Locaux historiques de l'orphelinat (2009)

L'orphelinat, édifié entre 1698 et 1700, a été le premier bâtiment de l'institution socio-pédagogique voulue par August Hermann Francke. Construit à l'aide subventions, il abrita, jusqu'à ce que les autres bâtiments du Lindenhof voient le jour, les divers services comme le dortoir et les salles de cours, la librairie, la pharmacie et l’imprimerie. Aujourd'hui ce bâtiment, le n°1 du campus, forme le cœur de la fondation Francke. Il s'y tient des manifestations scientifiques et culturelles, des expositions à caractère historique et des concerts.
Dans les appartements du recteur Francke (la maison n°28), on a installé le centre d'information de la Fondation Francke. Le bureau, avec sa mansarde où était posée une bible, héberge une exposition permanente. Francke avait lui-même acheté cette maison, qui était à l'origine une auberge, en 1702.

#### Le musée d'histoire naturelle et la galerie d'art
Le cabinet baroque d'histoire naturelle et la galerie d'art, qui datent de 1698, constituent le plus ancien musée privé (non princier) d'Allemagne. Francke l'avait aménagé à des fins pédagogiques : il est aujourd'hui restauré conformément aux conceptions muséales du XVIIIe siècle, et dans les pièces d'origine (la mansarde de l'orphelinat). Ses dix-huit armoires finement marquetées renferment près de 3000 animaux naturalisés ou objets curieux. Elle offre un exemple typique des cabinet de curiosités de l'âge baroque. Contrairement aux musées d'aujourd'hui, les collections de ce cabinet sont organisées selon un ordre encyclopédique : il y a d'un côté les richesses naturelles, de l'autre les objets d'art ou les curiosités. Les richesses naturelles sont classées en minéraux, plantes et animaux ; les objets en arts plastique, autographes et calligraphie, monnaies historiques, costumes et traditions populaires. Ce microcosme était censé offrir une image complète du Monde (le macrocosme), création merveilleuse du Divin.

#### Le centre de documentation, les archives et la Bibliothèque

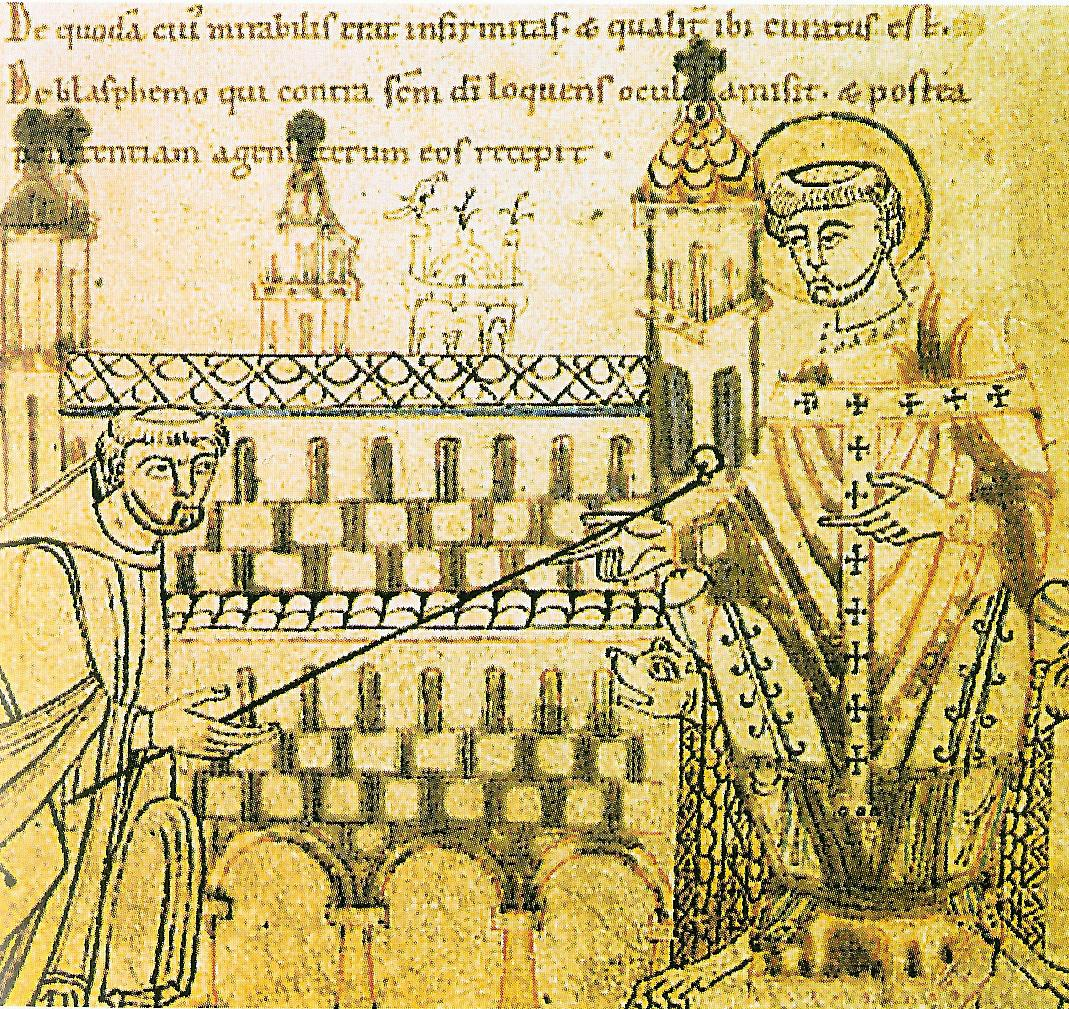
Manuscrit de la bibliothèque (fin du XII).

Cette bibliothèque, créée à la fin du XVIIe siècle, conserve un fonds ancien d'environ 50 000 volumes couvrant les différents domaines de la connaissance, avec une dominante pour la religion et l’Histoire moderne. Le fonds ancien est logé depuis 1728 dans le pavillon n°22, construit spécialement à cet effet, avec des rayons coulissants et des bibliothèques d'époque parfaitement préservées. Depuis les travaux de restauration à l'identique de la fin des années 1990, on peut de nouveau la visiter dans son état de 1746.

#### Les éditions universitaires Francke

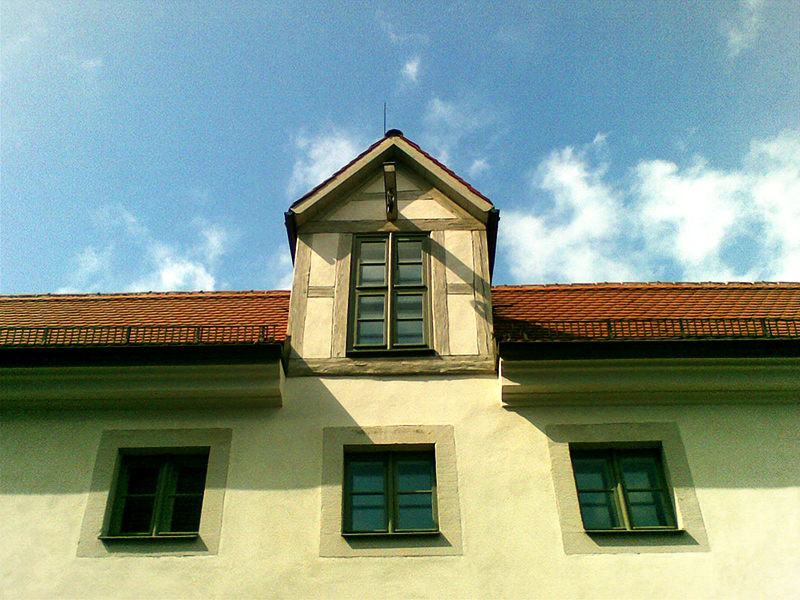
Le pignon de la faculté de théologie (Haus 30)

La production éditoriale de la Fondation Francke se signale par les illustrés, les catalogues et les monographies relatives à la doctrine et à l'histoire du Piétisme. Les éditions Francke organisent leurs publications en autant de collections différentes.

### Centres de recherche de l'Université de Halle-Wittemberg
Les terrains de la Fondation Francke accueillent aussi différents centres de recherches de l'université voisine, parmi lesquels la Faculté de Philosophie III - consacrée aux sciences de l'éducation, la Faculté de Théologie et l’Institut des sciences bibliques et d'histoire religieuse, l’Institut de Théologie systématique, de Théologie Pratique et d'Etude des Religions ; le Centre Interdisciplinaire de Recherches sur l'Ère des Lumières, le Centre Interdisciplinaire de Recherches sur le Piétisme, le réseau d'excellence Aufklärung – Religion – Wissen. Transformationen des Religiösen und des Rationalen in der Moderne, le centre de didactique et de pédagogie, l’Institut de Théologie et de Didactique Catholique, l’Institut de Pédagogie, l’Institut de Rééducation, l’Institut de pédagogie scolaire, le Séminaire d’Études Judaïques, le Centre Léopold-Zunz pour la recherche du judaïsme en Europe, la Jugend-uni Halle, le Centre d'information sur la Communication, le Centre de Recherches sur la Réinsertion ainsi qu'une annexe de la bibliothèque Universitaire Régionale de Saxe-Anhalt.

### Institut de pédagogie
- École primaire August Hermann Francke
- École expérimentale Maria Montessori (école primaire protestante)
- collège August Hermann Francke
- Lycée classique régional August Hermann Francke (lycée européen avec pensionnat et chorale).

### Institutions chrétiennes
- société biblique Canstein
- Consistoire protestant de Halle, dépendant de l’Église protestante de Moyenne-Allemagne
- La chapelle Saint-Georges a été aménagée en 1998 dans la cave du pavillon n°24 avec ses remarquables croisées d'ogive ; elle porte le nom de la première congrégation de Francke, la congrégation Saint-Georges
- église orthodoxe de la Sainte-Croix, consacrée en février 2000 par l'archevêque Feofan (de), témoigne de l’œcuménisme et des liens anciens de la FOndation avec l'église orthodoxe de Russie.

### Ateliers et commerces
D'autre services historiques, qui ont pu voir le jour grâce aux privilèges accordés en 1698 par l’Électeur Frédéric III de Brandebourg, se trouvent sur les terrains de la Fondation :
- la pharmacie
- la librairie
- l’Imprimerie de Halle GmbH, fondée en 1701 sous le nom de Buchdruckerei des Waisenhauses in den Franckeschen Stiftungen

## Personnalités

### Directeurs

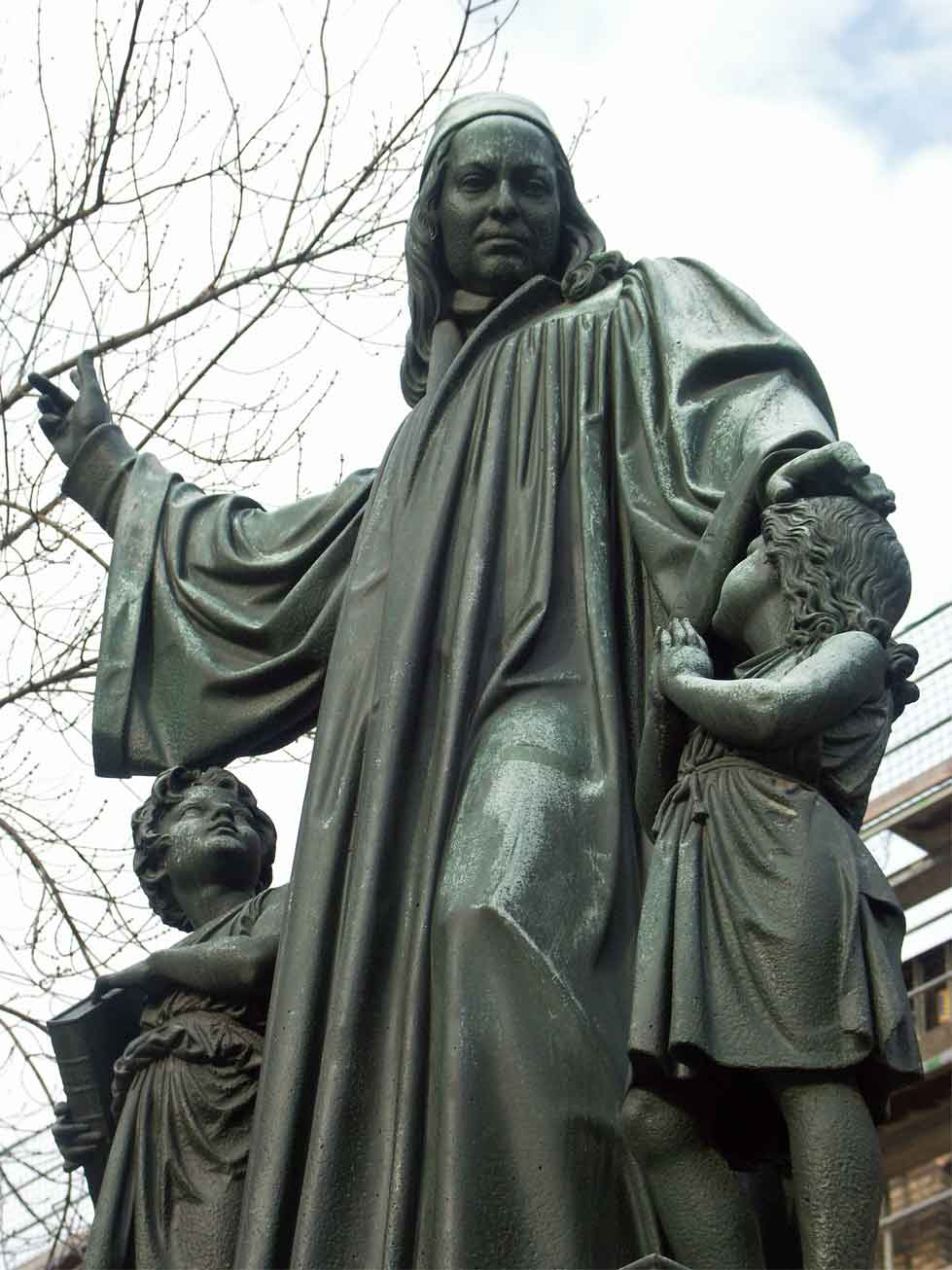
Statue d’August Hermann Francke dans la cour de l'Institut Francke.

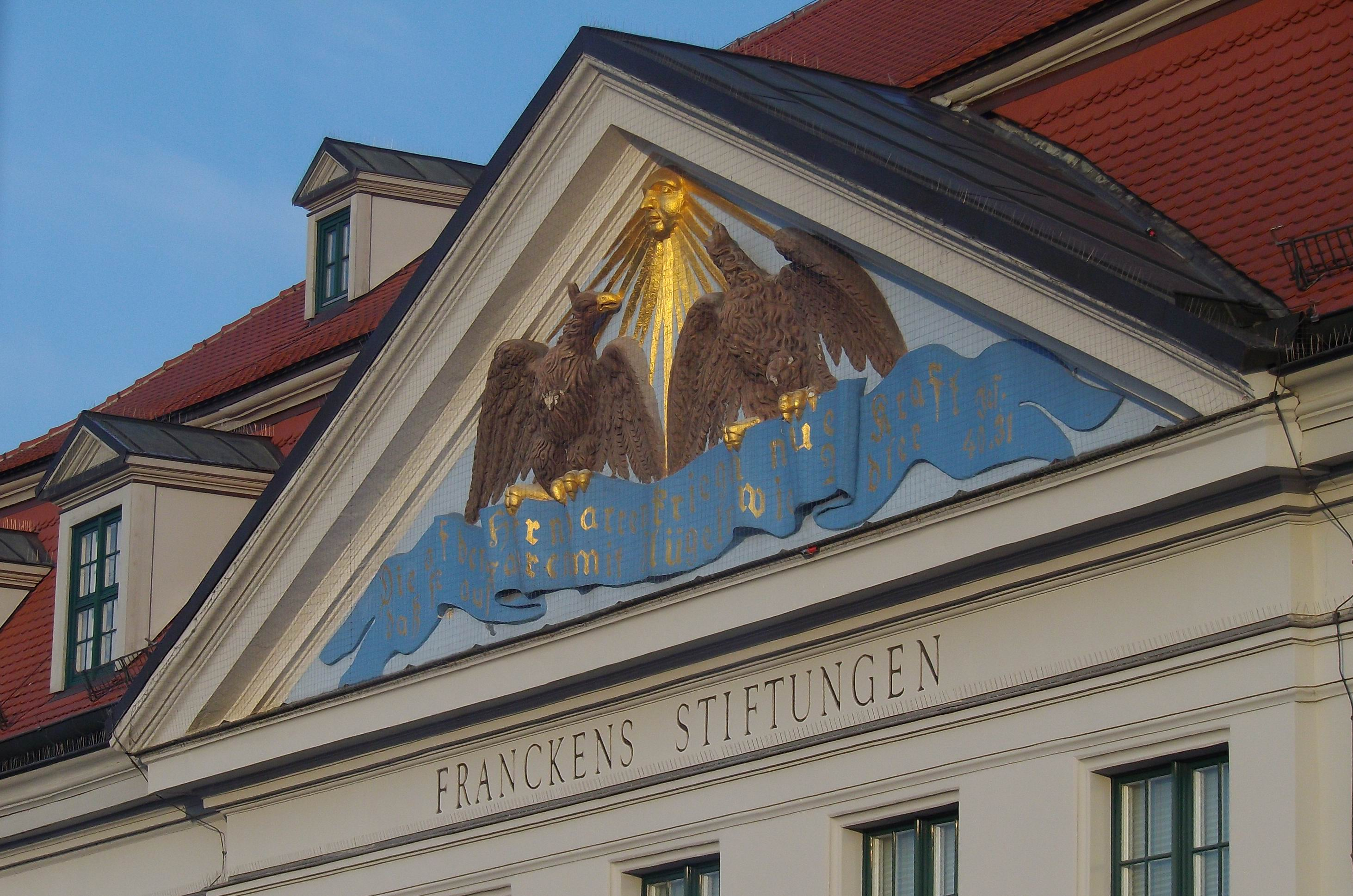
Aigle et nom

- August Hermann Francke (1698–1727)
- Johann Anastasius Freylinghausen (de) (1727–1739)
- Gotthilf August Francke (de) (1727–1769)
- Johann Georg Knapp (de) (1769–1771)
- Gottlieb Anastasius Freylinghausen (de) (1771–1785)
- Johann Ludwig Schulze (de) (1785–1799)
- August Hermann Niemeyer (1799–1828)
- Georg Christian Knapp (de) (1799–1825)
- Johann August Jacobs (de) (1828–1829)
- Johann Karl Thilo (de) (1830)
- Hermann Agathon Niemeyer (de) (1830–1851)
- Gustav Kramer (1853–1878)
- Theodor Adler (de) (1878–1880)
- Otto Frick (1880–1892)
- Wilhelm Fries (de) (1892–1921)

### Principaux professeurs
- Johann Ludolf Bünemann (de) (1687–1759)
- Hieronymus Freyer (de) (1698–1747)
- Johann Ernst Gründler (de) (1701–1708)
- Johann Heinrich Zopf (1716-1719)
- Friedrich Wagner (de) (um 1718)
- Carl Gottfried Neuendorf (de)
- Johann Julius Hecker (de) (1729–1735)
- Israel Christian Gronau (de) (1729–1733)
- Johann Martin Boltzius (1730–1733)
- Georg Heinrich Conrad Hüttemann (de) (–1749)
- Johann Andreas Christian Michelsen (de) (1749–1797)
- Johann Christian Wilhelm Nicolai (de) (1757–1828)
- Christian Leiste (de) (1761–1766)
- Gottlob Nathanael Fischer (de) (1769–1775)
- Heinrich Rathmann (de) (1771–1774)
- Johann Christian Gottlieb Schaumann (de) (?–1794)
- Johann Heinrich Marschhausen (de) (1783–1799)
- Gottfried Fähse (de) (1798–1801)
- Christian Ferdinand Schulze (de) (1798–1800)
- Christoph Bernoulli (de)
- Johannes Voigt (1809–1812)
- Wilhelm Drumann (1810–1817)
- Friedrich August Arnold (de) (1812–1869)
- Adolf Stahr (1826–1836)
- Karl Ludwig Peter (de) (1830–1835)
- Moritz Ludwig Seyffert (de) (1831–1846)
- Arnold Ruge (1831–1836)
- Karl Moritz Fleischer (de) (1832–1839)
- Fooke Hoissen Müller (de) (–1833)
- Hermann Adalbert Daniel (1834–1870)
- Friedrich August Eckstein (1839–1863)
- Heinrich Keil (de) (1847–1855)
- Julius Opel (de) (1856–1864)
- Karl Wilhelm Osterwald (de)
- Berthold Volz (de) (–1872)
- Rudolf Menge (de) (1886–1895)
- Karl Smalian (de) (1890–1902)

### Anciens élèves
- Bernhard von Bülow
- Wilhelm Eduard Weber
- Oswald Spengler